# Запоминающее устройство

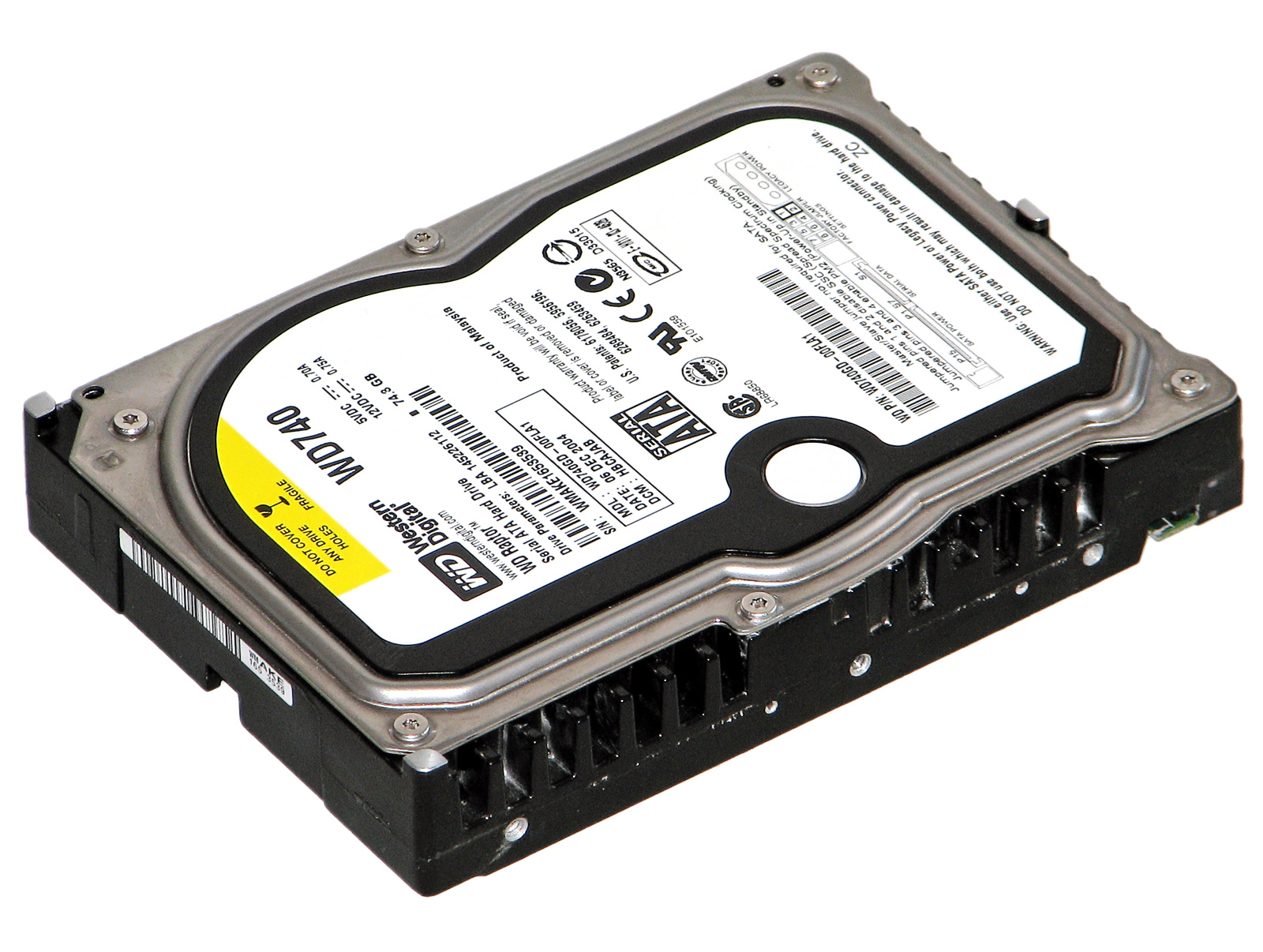
Жёсткий диск

Запомина́ющее устро́йство (ЗУ) — устройство, реализующее компьютерную память и предназначенное для записи и хранения данных (накопитель данных). 
В основе работы запоминающего устройства может лежать любой физический эффект, обеспечивающий приведение системы к двум или более устойчивым состояниям.

## Классификация
По форме записанной информации:
- аналоговые[какая?];
- цифровые.

По возможности записи:
- ЗУ, запись в которые производится только заводом-изготовителем (например, масочные микросхемы ПЗУ,CD-ROM).
- ЗУ, запись в которые может осуществить пользователь с помощью отдельного устройства (например, EPROM c ультрафиолетовым стиранием, использовавшиеся в ранних микросхемах BIOS).
- ЗУ, запись в которое осуществляется конечным пользователем в том же устройстве, которое его использует (например, большинство видов памяти в современных компьютерах).

По возможности перезаписи:
- С однократной записью без возможности перезаписи (ПЗУ) (например, CD-ROM, CD-R, масочные микросхемы ПЗУ).
- Полупостоянные, перепрограммируемые ЗУ (ПППЗУ) - запоминающие устройства с возможностью многократной перезаписи, затруднённой долгим временем записи или ограниченным числом циклов записи (например, CD-RW, микросхемы EPROM).
- Устройства со свободной многократной перезаписью (например, жёсткие магнитные диски, микросхемы оперативной памяти). Между этим и предыдущим классом нет чёткой границы.

По назначению:
- Оперативная память (ОЗУ) -память, в которой размещаются данные, над которыми непосредственно производятся операции процессора. Оперативная память может иметь несколько иерархических уровней. Примеры: SRAM, DRAM.
- Внутренние устройства для долговременного хранения информации (например, CMOS-память, жёсткие диски, SSD).
- Внешние носители, предназначенные для резервного хранения либо переноса информации от одного устройства к другому (например, дискеты, флешки).
- Запоминающие устройства для идентификации и платежей (например, магнитные карты, метки RFID).

По энергозависимости:
- энергонезависимые, записи в которых не стираются при снятии электропитания;
- энергозависимые, записи в которых стираются при снятии электропитания;
  - статические, которым для хранения информации достаточно сохранения питающего напряжения;
  - динамические, в которых информация со временем разрушается (деградирует), и, кроме подачи электропитания, необходимо производить её периодическое восстановление (регенерацию).

По типу доступа:
- С последовательным доступом (например, магнитные ленты).
- С произвольным доступом (RAM; например, оперативная память).
- С прямым доступом (например, жёсткие диски).
- С ассоциативным доступом (специальные устройства, для повышения производительности баз данных).

По геометрическому исполнению:
- дисковые (магнитные диски, оптические, магнитооптические);
- ленточные (магнитные ленты, перфоленты);
- барабанные (магнитные барабаны);
- карточные (магнитные карты, перфокарты, флэш-карты, и др.);
- печатные платы (карты DRAM, картриджи).

По физическому принципу:
- перфорационные (с отверстиями или вырезами): перфокарта, перфолента
- с магнитной записью: магнитные сердечники (пластины, стержни, кольца, биаксы), магнитные диски, магнитные ленты, магнитные карты
- оптические: CD, DVD, Blu-ray и пр.
- магнитооптические: CD-MO
- использующие накопление электростатического заряда в диэлектриках (конденсаторные ЗУ, запоминающие электроннолучевые трубки);
- использующие эффекты в полупроводниках: EEPROM, флэш-память
- звуковые и ультразвуковые (линии задержки);
- использующие сверхпроводимость (криогенные элементы);
- другие.

## Типы запоминающих устройств
- Перфокарта
- Перфолента
- Память на линиях задержки
- Память на магнитных сердечниках
- Thin film memory[англ.] (конкурент памяти на магнитных сердечниках)

- Селектроновая трубка (электростатическая запоминающая трубка)
- Трубка Уильямса (запоминающая ЭЛТ)

- Полупроводниковая:
  - EPROM
  - Флеш-память
  - NVRAM
  - RAM ОЗУ ЗУПВ
  - ROM ПЗУ
  - VRAM
  - WRAM
  - FRAM
- Core rope memory[англ.] (ПЗУ)
- Кэш-память

### Ленточный накопитель
- Стример
- Mylar tape[источник не указан 425 дней] (см. майлар)

### Дисковый накопитель
Дисковый накопитель информации (перенаправляется сюда), дисковая память (см. магнитный диск): 
- Магнитный барабан
- НГМД
- НЖМД (жёсткий диск, «винчестер»)

- Магнитооптическая:
  - Магнитооптический диск
  - CD-MO

- Оптическая:
  - CD-R
  - CD-ROM
  - CD-RW
  - DVD-RAM
  - DVD-ROM
  - DVD-R
  - DVD+R
  - DVD-RW
  - HD DVD
  - Blu-ray
- Голографическая память
- Память на ЦМД, ЦМД-ЗУ

По количеству устойчивых (распознаваемых) состояний одного элемента памяти:

- двоичные
- троичные
- десятичные

…
В (отдалённой) перспективе их все должна заменить универсальная память — память, сочетающая в себе быстродействие и возможность большого числа циклов переключений, характерных для оперативной памяти, и энергонезависимость, характерную для внешней памяти (т. е. экономическую выгоду DRAM, скорость SRAM, энергонезависимость флеш-памяти), а также бесконечную надежность и долговечность.

## Цифровые запоминающие устройства
Цифровые запоминающие устройства — устройства, предназначенные для записи, хранения и считывания информации, представленной в цифровом коде.
К основным параметрам цифровых ЗУ относятся информационная ёмкость (битов, тритов и т. д.), потребляемая мощность, время хранения информации, быстродействие.
Самое большое распространение цифровые запоминающие устройства приобрели в компьютерах (компьютерная память). Кроме того, они применяются в устройствах автоматики и телемеханики, в приборах для проведения экспериментов, в бытовых устройствах (телефонах, фотоаппаратах, холодильниках, стиральных машинах и т. д.), в пластиковых карточках, замках.

### Ёмкость цифрового запоминающего устройства
Ёмкость двоичных цифровых запоминающих устройств измеряется в битах.

Ёмкость троичных цифровых запоминающих устройств измеряется в тритах.

## Переносные накопители данных
Некоторые типы запоминающих устройств оформлены как компактные, носимые человеком устройства, приспособленные для переноса информации. В частности:
- Съёмный/внешний жёсткий диск:
  - Mobile Rack
  - Контейнеры для жёстких дисков
  - ZIV
- Флеш-память